# Mah Chuchak Begum
Mah Cuchak Begun —en persa: ماہ چوچک بیگم— va ser emperadriu de l'Imperi Mogol, com a segona esposa de l'emperador Humayun. Va ser una dona molt ambiciosa, que va governar Kabul i va arribar a tenir el seu propi exèrcit. En una ocasió va arribar a encapçalar un exèrcit en persona i va derrotar a Munim Khan, a prop de Jalalabad.

## Joventut
Begun era germana de Bairam Oghlan, d'Arghun, i de Faridun kan Kabuli. Es va casar amb Humayun l'any 1546. Va tenir dos fills, Muhammad Hakim Mirza i Farrukhfal Mirza, i quatre filles: Bakht-un-Nissa Begum, Sakina Banu Begum, Amina Banu Begum i Fakhr-un-Nissa Begum.

## Influència política
Va ser una de les dames que més problemes va donar a l'emperador Akbar durant els primers anys del seu regnat. L'any 1554, Humayun va nomenar al seu fill Muhammad Governador de Kabul, sota la regència de Munim Khan. 12 anys més tard, Akbar va ratificar el nomenament realitzat pel seu pare. L'any 1561, Munim Khan va viatjar cap a la cort mogola i el seu fill, Ghani, va prendre el seu lloc com a regent de Kabul. Mah Chuchak va ser una dona políticament ambiciosa. Va decidir expulsar a Ghani i va prendre per ella mateixa la regència de Kabul. D'aquesta forma, Ghani es va veure obligat a tornar a l'Índia. Quan Akbar se'n va assabentar, va enviar a Munim Khan juntament amb un exèrcit contra Mah Chuchak. Aquesta, amb el seu propi exèrcit, va derrotar a Munim a Jalalabad. Va governar Kabul amb l'ajuda de tres consellers, dos dels quals van ser assassinats.
Durant aquesta època, un tal Shah Abdul Maali, pertanyent a una família Sàyyid de Termez, va escapar de la presó de Lahore i va arribar a Kabul, demanant refugi a Mah Chuchak. Ella li va donar la benvinguda, es va mostrar molt generosa amb ell i el va casar amb la seva filla Fakhr-un-Nisa Begum.

## Mort i conseqüències
Shah Abdul Maali aviat es va cansar de la dominància i el poder de Mah Chuchak, ja que ambicionava el govern de Kabul per a ell mateix, així que la va assassinar l'any 1564. El germanastre d'Akbar i el fill de Mah Chuchak van ser rescatats per Mirza Sulaiman, de Badakshan, qui va derrotar a Abdul Maali i va ajudar a Mirza Hakim a mantenir el seu control sobre Kabul.

## En la cultura popular
Des del 2013 s'emet una sèrie televisiva, anomenada Jodha Akbar, al canal de televisió de la India Zee, en la qual el personatge de Mah Chuchak és interpretat per l'actriu Mita Vashisht.